# العلاقات التركية البوركينابية
العلاقات التركية البوركينابية هي العلاقات السياسية الثنائية بين تركيا وبوركينا فاسو. واكتسبت العلاقات زخمًا بعد افتتاح السفارة التركية في واغادوغو والسفارة البوركينابية في أنقرة في عامي 2012 و2014 على التوالي. 

## الزيارات الرئاسية
| ضيف                             | يستضيف                             | مكان الزيارة                         | تاريخ الزيارة    |
| ------------------------------- | ---------------------------------- | ------------------------------------ | ---------------- |
| الرئيس بليز كومباوري            | الرئيس عبد الله جول                | تشانكايا كوشكو ، أنقرة               | 12-21 أغسطس 2008 |
| الرئيس بليز كومباوري            | الرئيس رجب طيب أردوغان             | تشانكايا كوشكو ، أنقرة               | 28 أغسطس 2014    |
| الرئيس بليز كومباوري            | نائبة رئيس البرلمان ‏ ميرال أكشينار | تشانكايا كوشكو ، أنقرة               | 31 أكتوبر 2014   |
| الرئيس روك مارك كريستيان كابوري | الرئيس رجب طيب أردوغان             | قمة منظمة التعاون الإسلامي ، إسطنبول | 10-15 أبريل 2016 |
| الرئيس روك مارك كريستيان كابوري | الرئيس رجب طيب أردوغان             | المجمع الرئاسي ، أنقرة               | 9-11 أبريل 2019  |

## العلاقات الاقتصادية
- تركز المساعدات التنموية التركية المقدمة إلى بوركينا فاسو من خلال وكالة التعاون والتنسيق التركية (TIKA) والهلال الأحمر التركي على زيادة الأمن الغذائي وتحسين التعليم.
- هناك رحلات مباشرة من إسطنبول إلى واغادوغو بمعدل 4 مرات في الأسبوع منذ عام 2012.

## العلاقات التعليمية
تمنح تركيا منحًا دراسية للمواطنين البوركينابيين. 

## العلاقات العسكرية
- تشارك تركيا وبوركينا فاسو في عدد من برامج التدريب والتبادل العسكري من خلال قوة دول الساحل الخمس المشتركة ، والتي تعهدت تركيا بتقديم 5 ملايين دولار لها من أجل المساهمة في السلام والاستقرار الإقليمي في منطقة الساحل .
- تصدر تركيا طائرات ذاتية القيادة إلى بوركينا فاسو. [3] [4]